# Marcel Montanari
Marcel Montanari (* 17. November 1985 in Schaffhausen; heimatberechtigt in Kaltenbach TG) ist ein Schweizer Politiker (FDP).

## Leben
Marcel Montanari wuchs in Thayngen als Sohn einer Apothekerin auf. Er besuchte die Kantonsschule, absolvierte ein Pflegepraktika und schliesslich eine Pflegehelferausbildung. 2013 erlangte er das St. Galler Anwaltspatent und war als Dozent an der Zürcher Hochschule für Angewandte Wissenschaften (ZHAW) tätig.
Ab 2013 war er Mitglied des Schaffhauser Kantonsrates und war unter anderem Präsident der Geschäftsprüfungskommission (GPK). Seit dem 1. Januar 2025 ist er Mitglied des Regierungsrates des Kantons Schaffhausen als Vorsteher des Departements des Innern.
Marcel Montanari ist mit einer Ärztin verheiratet, sie haben einen Sohn.